# حكاية لعبة 4
حكاية لعبة 4 (بالإنجليزية: Toy Story 4)‏ هو فيلم أمريكي متحرك حاسوبياً، أنتجته بيكسار وأصدرته أفلام والت ديزني. الفيلم هو الجزء الرابع ضمن سلسلة حكاية لعبة، ومن إخراج جوش كولي وكتابة أندرو ستانتون وستيفاني فولسوم. الفيلم من بطولة أداء صوتي لكل توم هانكس وتيم ألين وآني بوتس وتوني هايل وكيغان-مايكل كي وجوردان بيل وكرستينا هندريكس وكيانو ريفز وجاي هيرنانديز ولوري آلان وجوان كوزاك.
أحداث القصة تقع بعد أن أصبح كلا من وودي وفريقه ضمن ألعاب الطفلة (بوني)، يكتشف أن هناك لعبة جديدة ضمن ألعابها وهي الشوكة (فوركي)، التي تعترض على كونها لعبة وتهرب، فيحاول وودي وإصدقاءه إنقاذها وإرجاعها لبوني، وأثناء رحلته يقابل اللعبة (بو) التي فُقدت سابقا في الجزء السابق، وتبدأ إقناع وودي بالذهاب معها إلى مدينة الألعاب، حيث الكثير من الأطفال هناك، فيجد وودي نفسه مشتتا بين اكتشاف عالم جديد، أو العودة بفوركي إلى بوني.
صدر الفيلم في الولايات المتحدة بتاريخ 21 يونيو 2019 ووصلت إيراداته إلى 651.9 مليون $ عالمياً. تلقى العمل مراجعات إيجابية من النقاد الذين مدحوا القصة والحس الفكاهي والعاطفي والرسوم والأداء الصوتي. وقد حصل هذا الفيلم على جائزة الأوسكاركأفضل فيلم رسوم متحركة.

## وصلات خارجية
- حكاية لعبة 4 على ألو سيني.
- حكاية لعبة 4 على موقع IMDb (الإنجليزية)
- حكاية لعبة 4 على موقع ميتاكريتيك (الإنجليزية)
- حكاية لعبة 4 على موقع روتن توميتوز (الإنجليزية)
- حكاية لعبة 4 على موقع قاعدة بيانات الأفلام العربية
- حكاية لعبة 4 على موقع ألو سيني (الفرنسية)
- حكاية لعبة 4 على موقع Turner Classic Movies (الإنجليزية)
- حكاية لعبة 4 على موقع أول موفي (الإنجليزية)
- حكاية لعبة 4 على موقع بوكس أوفيس موجو (الإنجليزية)
- حكاية لعبة 4 على موقع فيلمافينيتي (الإسبانية)
- حكاية لعبة 4 على موقع قاعدة بيانات الفيلم (الإنجليزية)

.